# AOCチーズの一覧

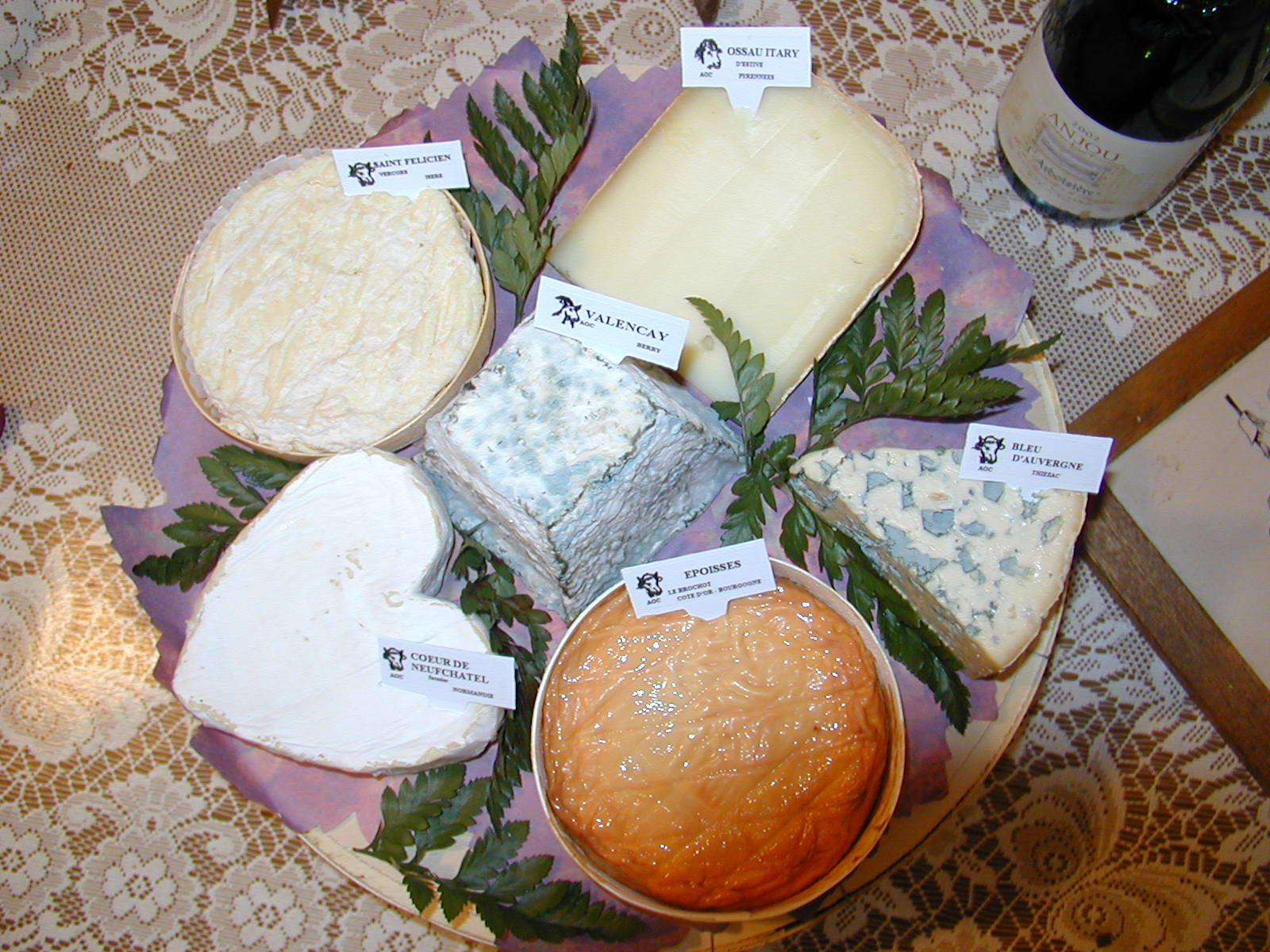
フランスのチーズ。中央がヴァランセ、上から時計回りにオッソー・イラティ、ブルー・ドーヴェルニュ、エポワス、ヌシャテル（以上AOC）、サン・フェリシアン（非AOC）

AOCチーズの一覧（アー・オー・セー チーズのいちらん）は、フランスの原産地呼称統制であるアペラシオン・ドリジーヌ・コントロレ（Appellation d'origine contrôlée）の指定を受けているチーズの一覧である。バター、クリームなどの他の乳製品もここで扱う。

## チーズ

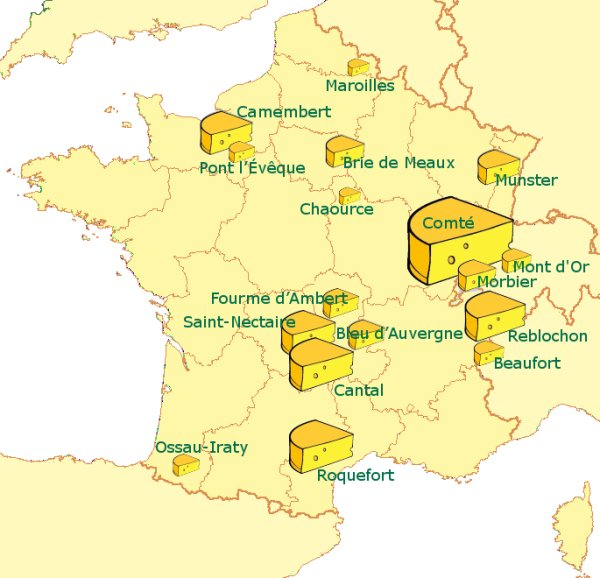
フランスの主なAOCチーズ。アイコンの大きさはおおよその生産量を反映している。

下の一覧表ではアルファベット順に AOC チーズを示す。併せて原料となる乳の種類、原産地、チーズのタイプなどを表記した。フランス国立全国原産地名称協会（INAO; Institut National des Appellations d'Origine）が定める原料乳の種類には以下の4つがある。
- 牛乳（de Fromages au lait de vache）
- 山羊乳（de Fromages au lait de chèvre）いわゆるシェーブル。
- 羊乳（de Fromages au lait de brebis）
- 山羊乳と羊乳の混合乳（de chèvre et brebis）

チーズ自体は製法や完成時の状態により以下の各タイプに分類される。
- P.M.C.N. ：自然に形成された皮を持つタイプ（Fromages à pâte molle à croûte naturelle）
- P.M.C.L. ：ウオッシュタイプ（Fromages à pâte molle à croûte lavée）
- P.M.C.F. ：白かびタイプ（Fromages à pâte molle à croûte fleurie）
- P.P. ：青かびタイプ（Fromages à pâte persillée）
- P.P.N.C. ：加熱せずに加圧した（セミ）ハードタイプ（Fromages à pâte pressée non cuite）
- P.P.C. ：加熱・加圧した（セミ）ハードタイプ（Fromages à pâte pressée cuite）
- F.F. ：フレッシュタイプ（Fromages à pâte fraîche）
- F.f. ：プロセスチーズ（Fromages à pâte fondue）

### 一覧表
| アペラシオン・ドリジーヌ・コントロレ： 法制が定める名称                                                                   | 原料乳       | 製法・表皮のタイプ                   | AOC が指定する地域 | AOC                                                          | AOC                                                                                   |
| アペラシオン・ドリジーヌ・コントロレ： 法制が定める名称                                                                   | 原料乳       | 製法・表皮のタイプ                   | AOC が指定する地域 | 取得年月日                                                   | 改訂年月日                                                                            |
| --- | ------------ | ------------------------------------ | --- | ------------------------------------------------------------ | ------------------------------------------------------------------------------------- |
| アボンダンス Abondance | 牛乳         | ハードタイプ（45-50℃の半加熱、加圧） | オート＝サヴォワ県アボンダンス渓谷                                                                                         | 1990年3月23日 （官報3月25日）                                | 1993年11月15日                                                                        |
| バノン Banon | 山羊乳       | 自然にできた皮                       | オート＝プロヴァンス（アルプ＝ド＝オート＝プロヴァンス県、オート＝アルプ県、ヴァール県、ヴォクリューズ県）                 | 2003年7月23日 （官報7月26日）                                |                                                                                       |
| ボーフォール Beaufort | 牛乳         | ハードタイプ（加熱、加圧）           | アーリー渓谷などサヴォワ県の大部分、オート＝サヴォワ県の一部                                                               | 1976年3月31日 （官報4月10日）                                | 2001年1月19日                                                                         |
| ブルー・ドーヴェルニュ Bleu d'Auvergne                                                                                    | 牛乳         | 青かびタイプ                         | ピュイ＝ド＝ドーム県、カンタル県、オート＝ロワール県、アヴェロン県、コレーズ県、ロット県、ロゼール県                       | 1975年3月7日 （官報3月21日）                                 | 1993年11月15日 1994年8月8日                                                           |
| ブルー・ド・ジェックス Bleu de Gex ブルー・デュ・オー・ジュラ Bleu de haut-Jura ブルー・ド・セモンセル Bleu de Septmoncel | 牛乳         | 青かびタイプ                         | オー・ジュラ（アン県、ジュラ県）                                                                                           | 1977年9月20日 （官報9月28日）                                | 2005年9月13日                                                                         |
| ブルー・デ・コース Bleu des Causses                                                                                       | 牛乳         | 青かびタイプ                         | マッシフ・セントラル南部（アヴェロン県、ロット県、ロゼール県、ガール県、エロー県）                                         | 1979年5月21日 （官報6月8日）                                 | 1993年11月15日 1994年8月8日                                                           |
| ブルー・デュ・ヴェルコール＝サスナージュ Bleu du Vercors-Sassenage                                                        | 牛乳         | 青かびタイプ                         | ヴェルコール山塊（ドローム県、イゼール県）                                                                                 | 1998年7月30日 （官報8月8日）                                 |                                                                                       |
| ブリ・ド・モー Brie de Meaux                                                                                              | 牛乳         | 白かびタイプ                         | オーブ県、ロワレ県、マルヌ県、オート＝マルヌ県、ムーズ県、セーヌ＝エ＝マルヌ県、ヨンヌ県                                   | 1980年8月18日 （官報同30日）                                 | 1990年6月18日 1993年11月15日 1994年8月8日                                             |
| ブリ・ド・ムラン Brie de Melun                                                                                            | 牛乳         | 白かびタイプ                         | セーヌ＝エ＝マルヌ県、オーブ県、ヨンヌ県                                                                                   | 1980年8月18日 （官報同30日）                                 | 1993年11月15日 1994年8月8日                                                           |
| ブロッチュ brocciu ブロッチョオ broccio                                                                                   | 羊乳＋山羊乳 | フレッシュタイプ                     | オート＝コルス県、コルス＝デュ＝シュド県                                                                                   | 1983年6月10日 （AO取得）                                     | 1990年6月5日 1998年6月3日                                                             |
| カマンベール・ド・ノルマンディ Camembert de Normandie                                                                     | 牛乳         | 白かびタイプ                         | ノルマンディー（カルヴァドス県、ウール県、マンシュ県、オルヌ県、セーヌ＝マリティーム県）                                   | 1983年8月31日 （官報9月2日）                                 | 1993年11月15日 1994年8月8日                                                           |
| カンタル Cantal | 牛乳         | ハードタイプ（非加熱、2回加圧）      | アヴェロン県、カンタル県、コレーズ県、ピュイ＝ド＝ドーム県                                                                 | 1980年2月19日 （官報同23日）                                 | 1993年11月15日 1994年8月8日                                                           |
| シャビシュー・デュ・ポワトゥ Chabichou du Poitou                                                                          | 山羊乳       | 自然にできた皮                       | ヴィエンヌ県、ドゥー＝セーヴル県、シャラント県                                                                             | 1990年6月29日 （官報7月3日）                                 | 1993年11月15日 1994年8月8日                                                           |
| シャンベラ Chambérat | 牛乳         | （非加熱、非加圧）                   | アリエ県モンリュソン近郊のシャンベラ                                                                                       | 1997年6月13日より申請中                                      |                                                                                       |
| シャウルス Chaource | 牛乳         | 白かびタイプ                         | オーブ県、ヨンヌ県 | 1977年1月27日 （官報2月6日）                                 | 1993年11月15日 1994年8月8日 1999年11月15日                                            |
| シュヴロタン Chevrotin | 山羊乳       | 自然にできた皮                       | モンブラン、シャブレ、アラヴィ山塊、ボージュ山塊（オート＝サヴォワ県、サヴォワ県）                                         | 2001年1月                                                    | 2002年5月2日                                                                          |
| コンテ Comté | 牛乳         | ハードタイプ（53℃以下の加熱、加圧）  | ジュラ山脈（ジュラ県、ドゥー県、アン県）およびソーヌ＝エ＝ロワール県、オート＝サヴォワ県                                   | 1976年3月30日 （官報4月13日）                                | 1976年 1979年 1986年 1998年                                                           |
| クロタン・ド・シャヴィニョル Crottin de Chavignol                                                                         | 山羊乳       | 自然にできた皮                       | シェール県、ロワレ県、ニエーヴル県                                                                                         | 1976年2月13日 （官報同24日）                                 | 1986年12月29日 1994年8月8日                                                           |
| エポワス Époisses | 牛乳         | ウオッシュタイプ                     | コート＝ドール県、オート＝マルヌ県、ヨンヌ県                                                                               | 1991年5月14日 （官報同17日）                                 | 2004年7月16日                                                                         |
| フルム・ダンベール Fourme d'Ambert                                                                                        | 牛乳         | 青かびタイプ                         | ピュイ＝ド＝ドーム県、カンタル県、ロワール県                                                                               | 1972年                                                       | 2002年2月22日                                                                         |
| フルム・ド・モンブリゾン Fourme de Montbrison                                                                             | 牛乳         | 青かびタイプ                         | ロワール県、ピュイ＝ド＝ドーム県                                                                                           | 1972年                                                       | 2002年2月22日                                                                         |
| ラヨール Laguiole | 牛乳         | ハードタイプ（非加熱、2回加圧）      | オーブラック高原（アヴェロン県、カンタル県、ロゼール県）                                                                   | 1976年6月24日 （官報7月7日）                                 | 2000年7月28日 2004年3月29日                                                           |
| ラングル Langres | 牛乳         | ウオッシュタイプ                     | オート＝マルヌ県、ヴォージュ県、コート＝ドール県                                                                           | 1991年5月14日 （官報同17日）                                 | 1993年11月15日 1994年8月8日                                                           |
| リヴァロ Livarot | 牛乳         | ウオッシュタイプ                     | カルヴァドス県、オルヌ県                                                                                                   | 1975年12月17日 （官報翌年1月3日）                            | 1993年11月15日 1994年8月8日                                                           |
| マロワル Maroilles マロル marolles                                                                                        | 牛乳         | ウオッシュタイプ                     | エーヌ県、ノール県 | 1976年5月24日 （官報6月3日）                                 | 1993年11月15日 1994年8月8日                                                           |
| モン・ドール fr:Mont-d'or                                                                                                 | 牛乳         | ウオッシュタイプ                     | ドゥー県 | 1981年3月24日 （官報同28日）                                 | 2000年7月21日                                                                         |
| モルビエ Morbier | 牛乳         | セミハード（非加熱、加圧）           | ジュラ山脈（アン県、ドゥー県、ジュラ県）およびソーヌ＝エ＝ロワール県                                                       | 2000年12月22日 （官報同30日）                                |                                                                                       |
| マンステール Munster マンステール＝ジェロメ Munster-géromé                                                                | 牛乳         | ウオッシュタイプ                     | バ＝ラン県、オー＝ラン県、ムルト＝エ＝モゼル県、モゼル県、オート＝ソーヌ県、テリトワール・ド・ベルフォール県、ヴォージュ県 | 1978年5月31日 （官報6月11日）                                | 1993年11月15日 1994年8月8日                                                           |
| ヌシャテル Neufchâtel | 牛乳         | 白かびタイプ                         | ノルマンディのブレ地域（セーヌ＝マリティーム県、オワーズ県）                                                               | 1977年1月11日 （官報同21日）                                 | 1993年11月15日 1994年8月8日                                                           |
| オッソー・イラティ Ossau-iraty                                                                                            | 羊乳         | セミハード（非加熱、加圧）           | ピレネー＝アトランティック県、オート＝ピレネー県                                                                           | 1980年3月6日 （官報同19日）                                  | 1993年11月15日 1994年8月8日 1996年1月16日 1996年10月4日 1999年11月15日 2001年11月23日 |
| ペラルドン Pélardon | 山羊乳       | 自然にできた皮                       | オード県、ガール県、エロー県、ロゼール県、タルヌ県                                                                         | 2000年8月25日 （官報同25日）                                 |                                                                                       |
| ピコドン Picodon | 山羊乳       | 自然にできた皮                       | アルデシュ県、ドローム県、ヴォクリューズ県                                                                                 | 1983年7月25日 （官報同28日）                                 | 2000年8月25日                                                                         |
| ポン・レヴェック Pont-l'évêque                                                                                            | 牛乳         | 白かびタイプ                         | ノルマンディー（カルヴァドス県、ウール県、マンシュ県、マイエンヌ県、セーヌ＝マリティーム県）                               | 1976年5月26日 （官報6月3日）                                 | 1993年11月15日 1994年8月8日                                                           |
| プーリニ＝サン＝ピエール Pouligny-saint-pierre                                                                            | 山羊乳       | 自然にできた皮                       | アンドル県 | 1976年5月24日 （官報6月3日）                                 | 1993年11月15日 1994年8月8日                                                           |
| ルブロション Reblochon ルブロション・ド・サヴォワ Reblochon de Savoie                                                     | 牛乳         | セミハードタイプ（非加熱、加圧）     | サヴォワ県、オート＝サヴォワ県                                                                                             | 1976年4月22日 （官報同28日）                                 | 1993年11月15日                                                                        |
| ロカマドゥール Rocamadour                                                                                                 | 山羊乳       | 自然にできた皮                       | アヴェロン県、コレーズ県、ドルドーニュ県、ロット県、タルヌ＝エ＝ガロンヌ県                                                 | 1996年1月18日                                                | 2004年11月26日                                                                        |
| ロックフォール Roquefort                                                                                                  | 羊乳         | 青かびタイプ                         | オード県、アヴェロン県、ガール県、エロー県、ロゼール県、タルヌ県                                                           | 1925年7月26日 （呼称統制開始） 1979年10月22日 （官報同30日） | 2001年1月22日                                                                         |
| サン＝ネクテール Saint-nectaire                                                                                           | 牛乳         | セミハード（非加熱、加圧）           | カンタル県、ピュイ＝ド＝ドーム県                                                                                           | 1979年5月21日 （官報6月8日）                                 | 1993年11月15日 1994年8月8日                                                           |
| サント＝モール・ド・トゥーレーヌ Sainte-maure-de-touraine                                                                 | 山羊乳       | 自然にできた皮                       | アンドル県、アンドル＝エ＝ロワール県、ロワール＝エ＝シェール県、ヴィエンヌ県                                               | 1990年6月29日 （官報7月3日）                                 |                                                                                       |
| サレール Salers | 牛乳         | ハードタイプ（非加熱、2回加圧）      | アヴェロン県、カンタル県、コレーズ県、オート＝ロワール県、ピュイ＝ド＝ドーム県                                             | 1979年12月26日 （官報翌年1月4日）                            | 2000年3月14日                                                                         |
| セル＝シュル＝シェール Selles-sur-cher                                                                                    | 山羊乳       | 自然にできた皮                       | シェール県、アンドル県、ロワール＝エ＝シェール県                                                                           | 1975年4月21日 （官報同29日）                                 | 1993年11月15日 1994年8月8日                                                           |
| トム・デ・ボージュ Tome des Bauges                                                                                        | 牛乳         | セミハードタイプ（非加熱、加圧）     | サヴォワ県、オート＝サヴォワ県                                                                                             |                                                              | 2002年11月12日                                                                        |
| ヴァランセ Valençay | 山羊乳       | 自然にできた皮                       | シェール県、アンドル県、アンドル＝エ＝ロワール県、ロワール＝エ＝シェール県                                                 | 1998年7月13日 （官報同21日）                                 |                                                                                       |

## バター
- ポワトゥー＝シャラント Beurre Charentes-Poitou
- イジニー Beurre d'Isigny
- ドゥー＝セーヴル Beurre des Deux-Sèvres
- エシレ Beurre d'Echiré

## クリーム
- Crème fraiche d'Isigny
- Crème fraiche de Bresse （AOC審査中）

## 写真

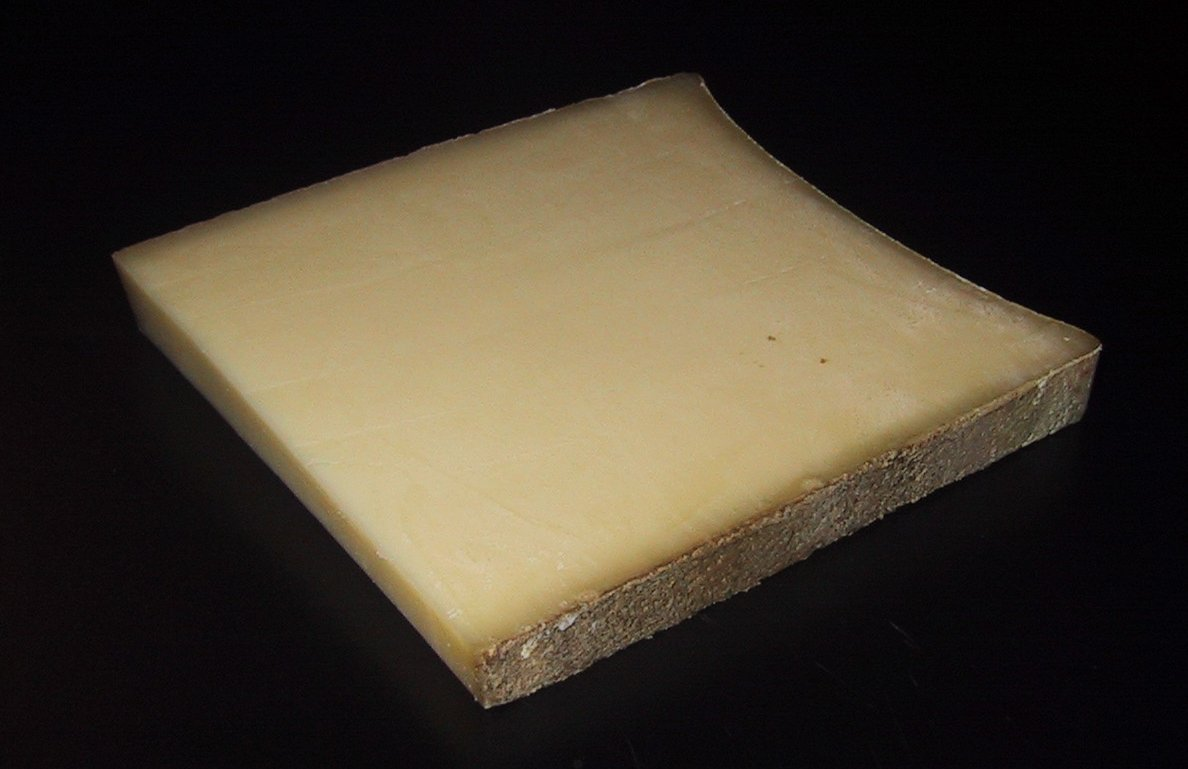
ボーフォール
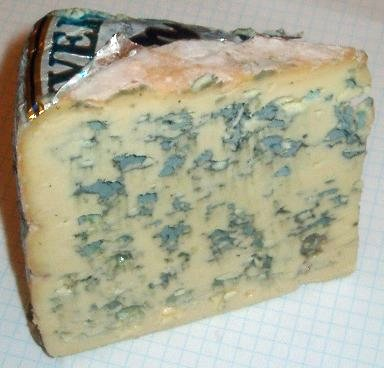
ブルー・ドーヴェルニュ
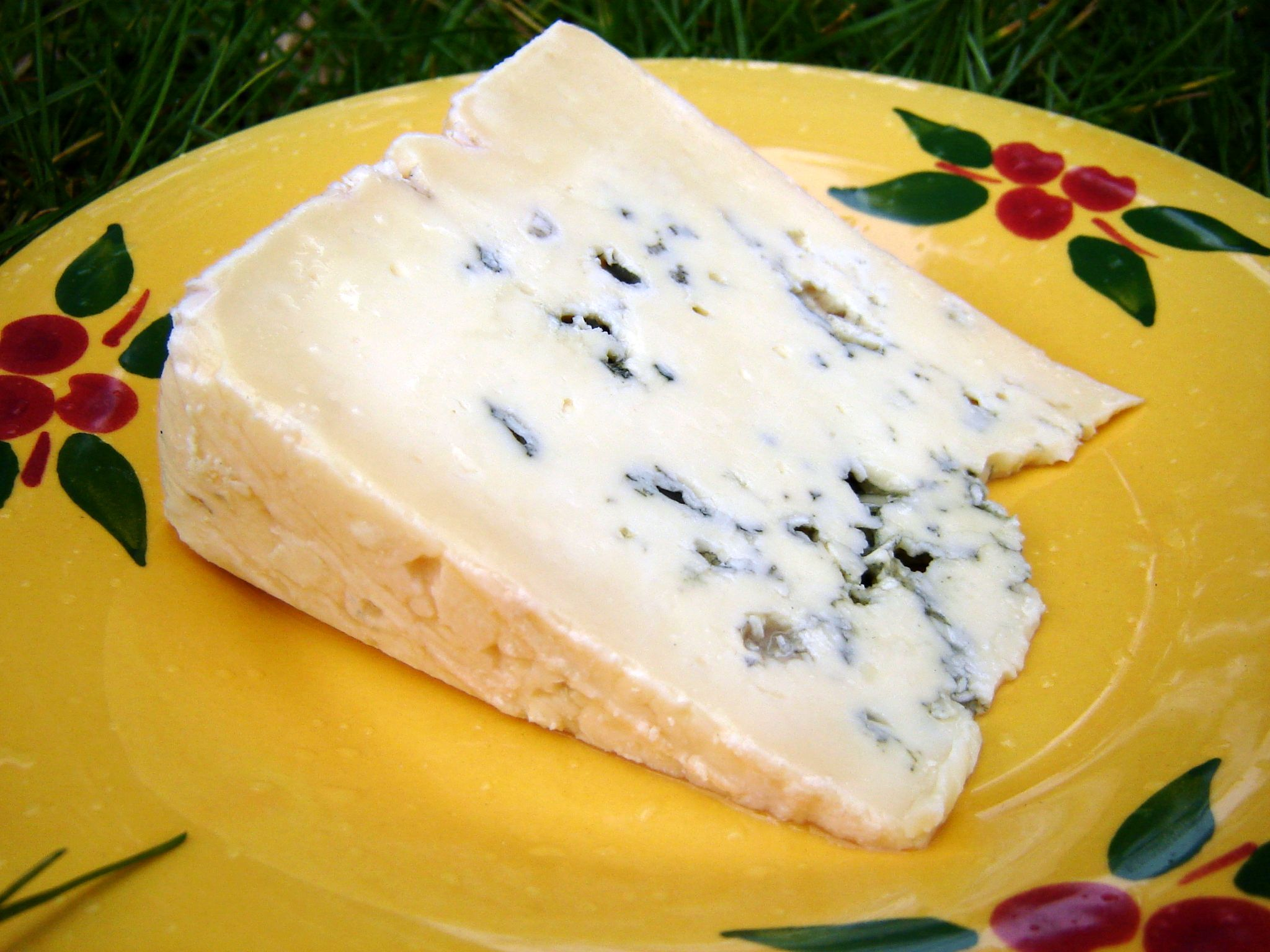
ブルー・デ・コース
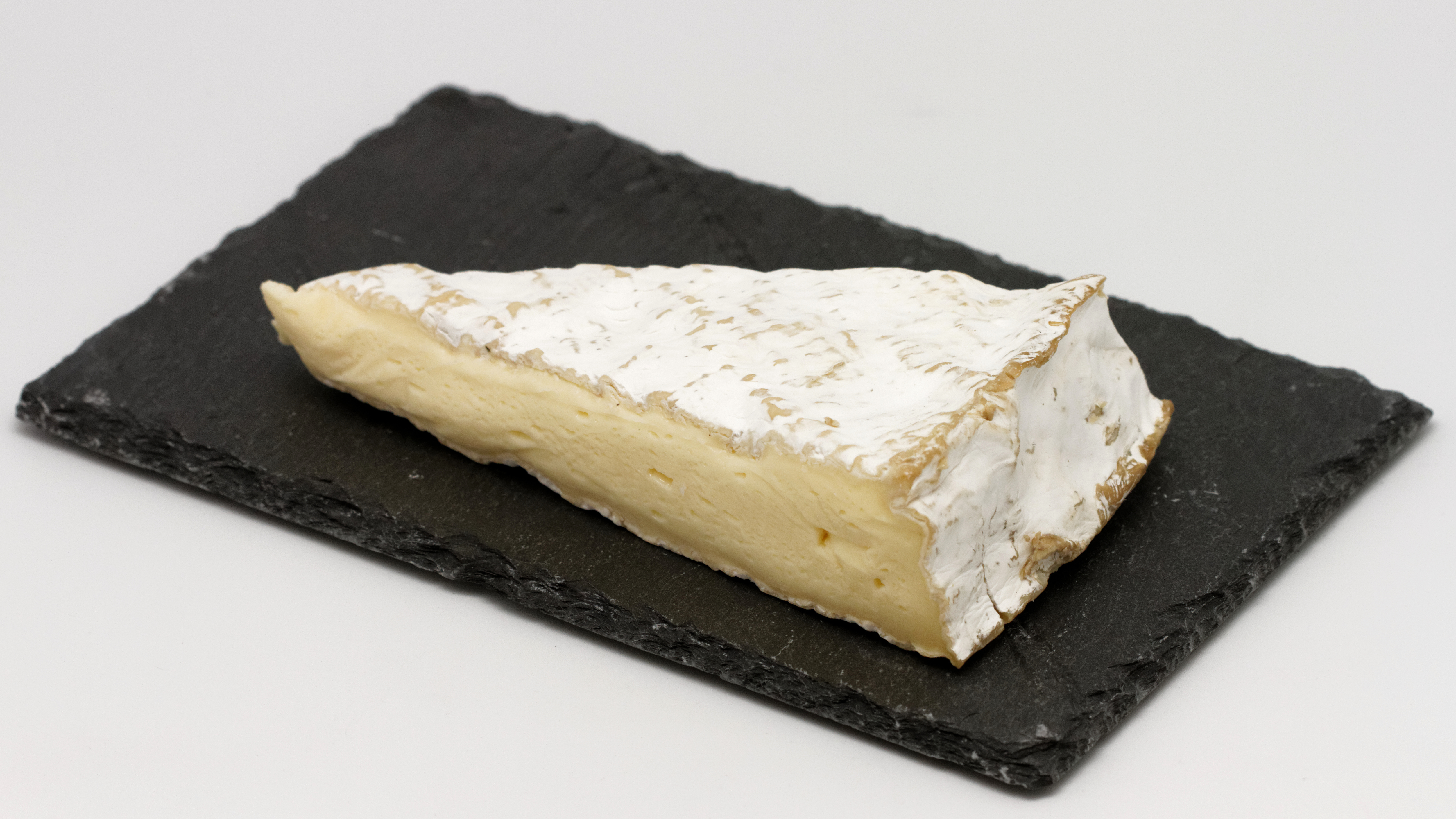
ブリ・ド・モー
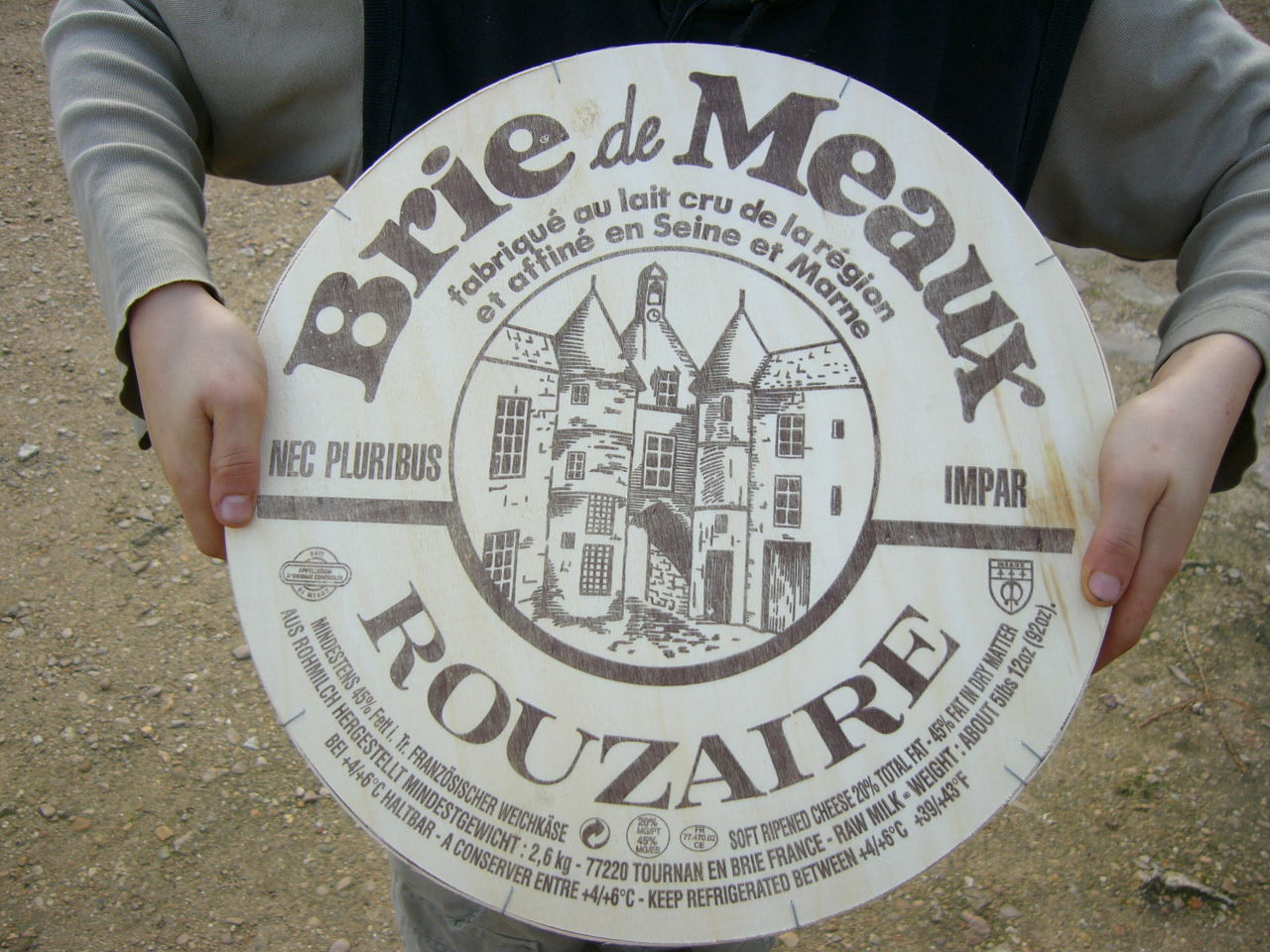
ブリ・ド・モーの箱、AOCマークあり
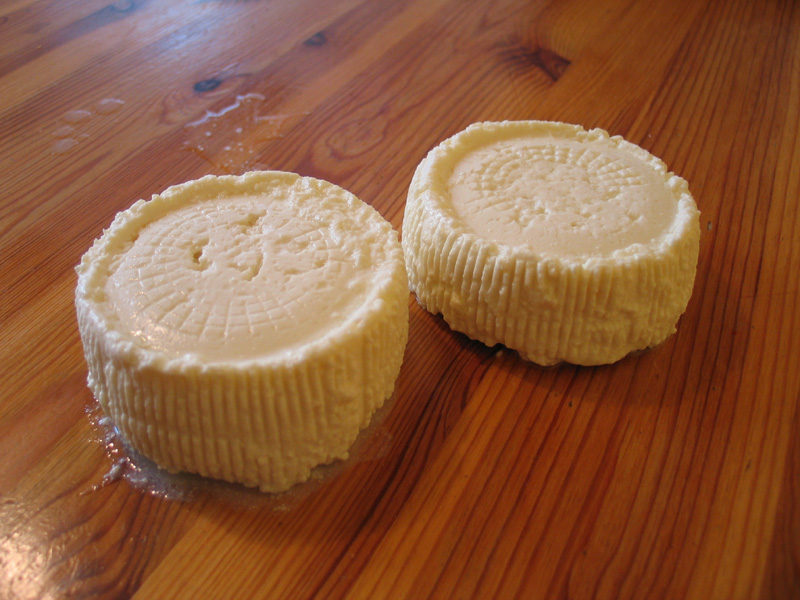
ブロッチュ・コルス
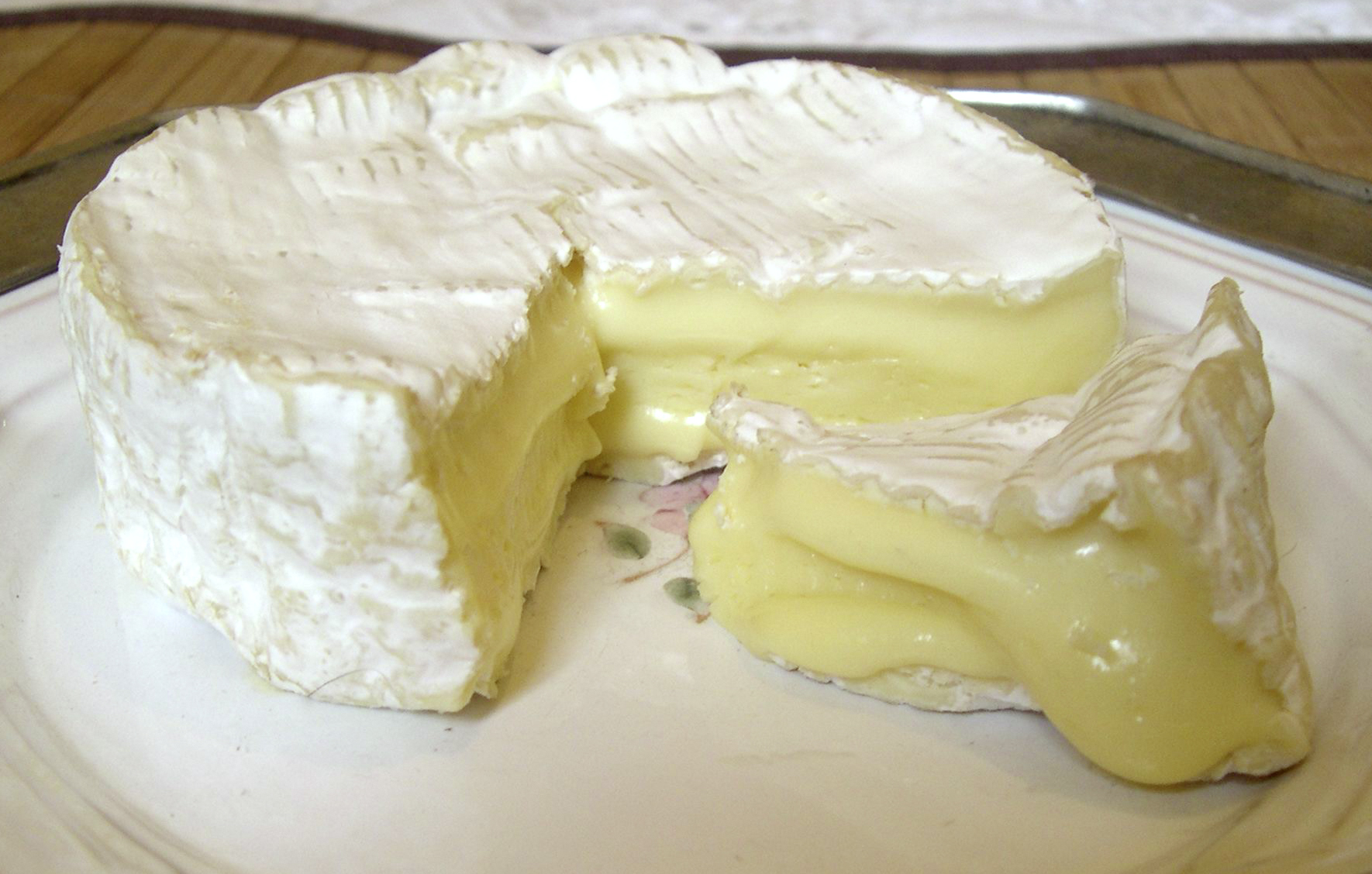
カマンベール・ド・ノルマンディ
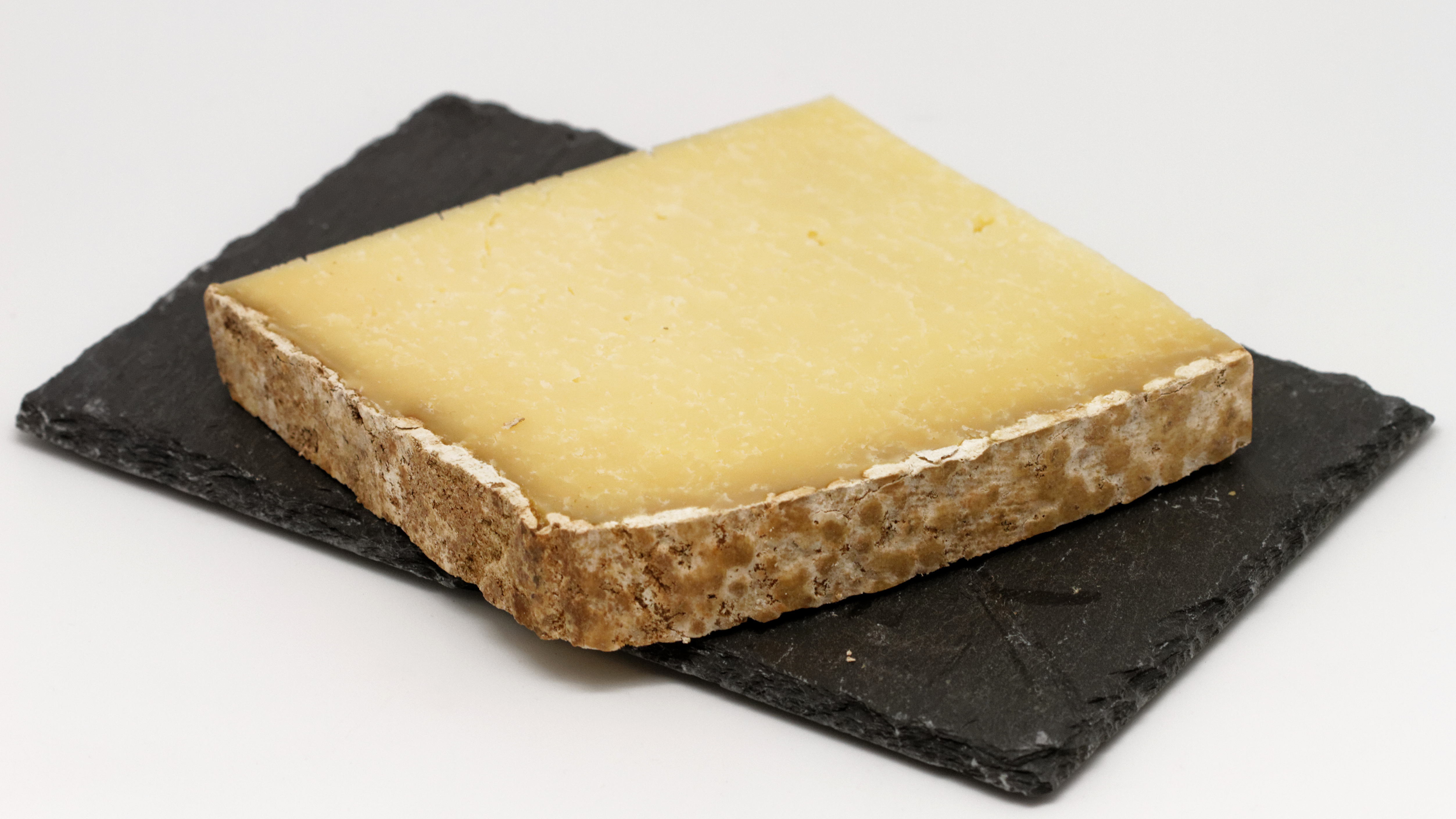
カンタル
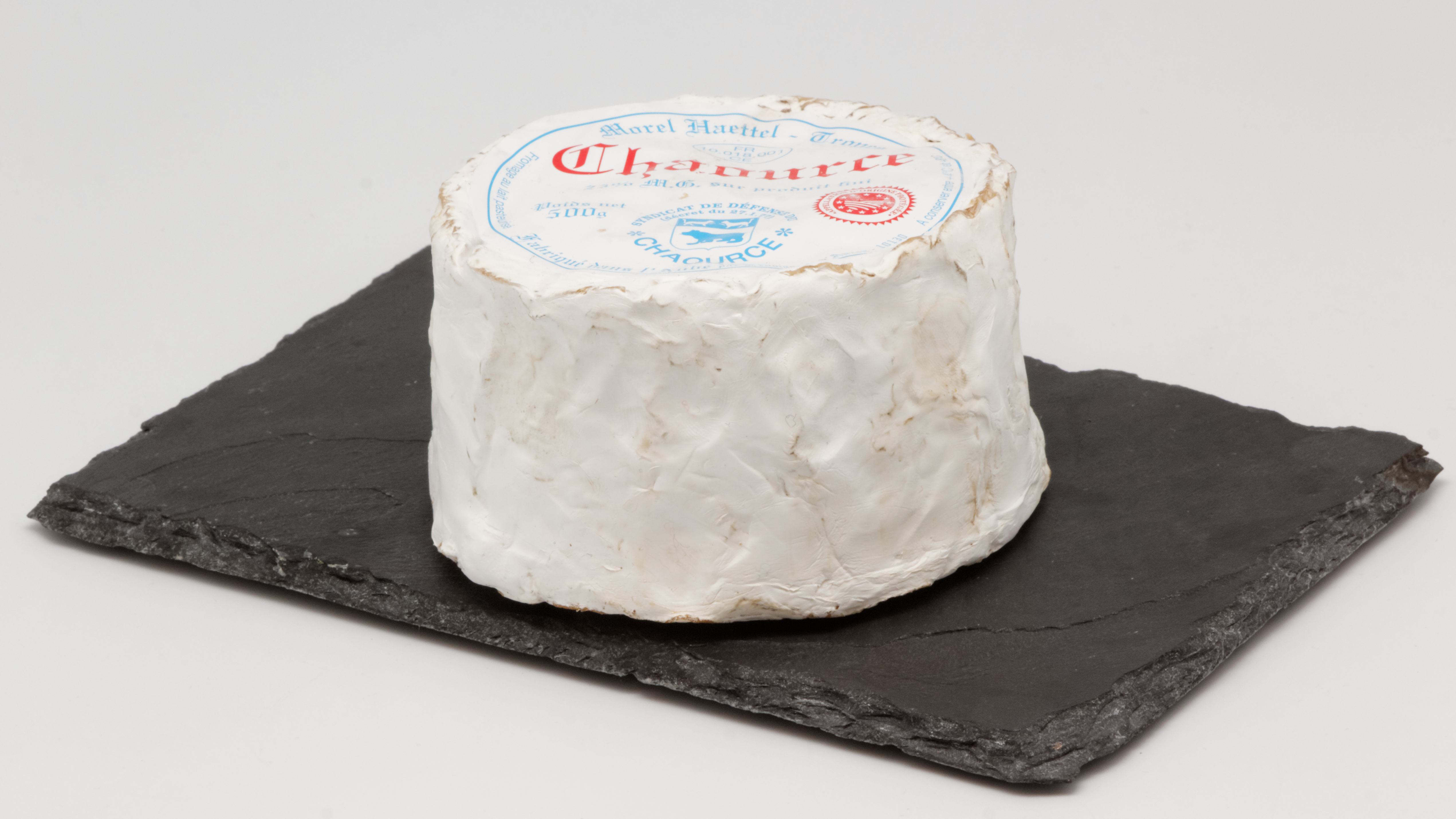
シャウルス
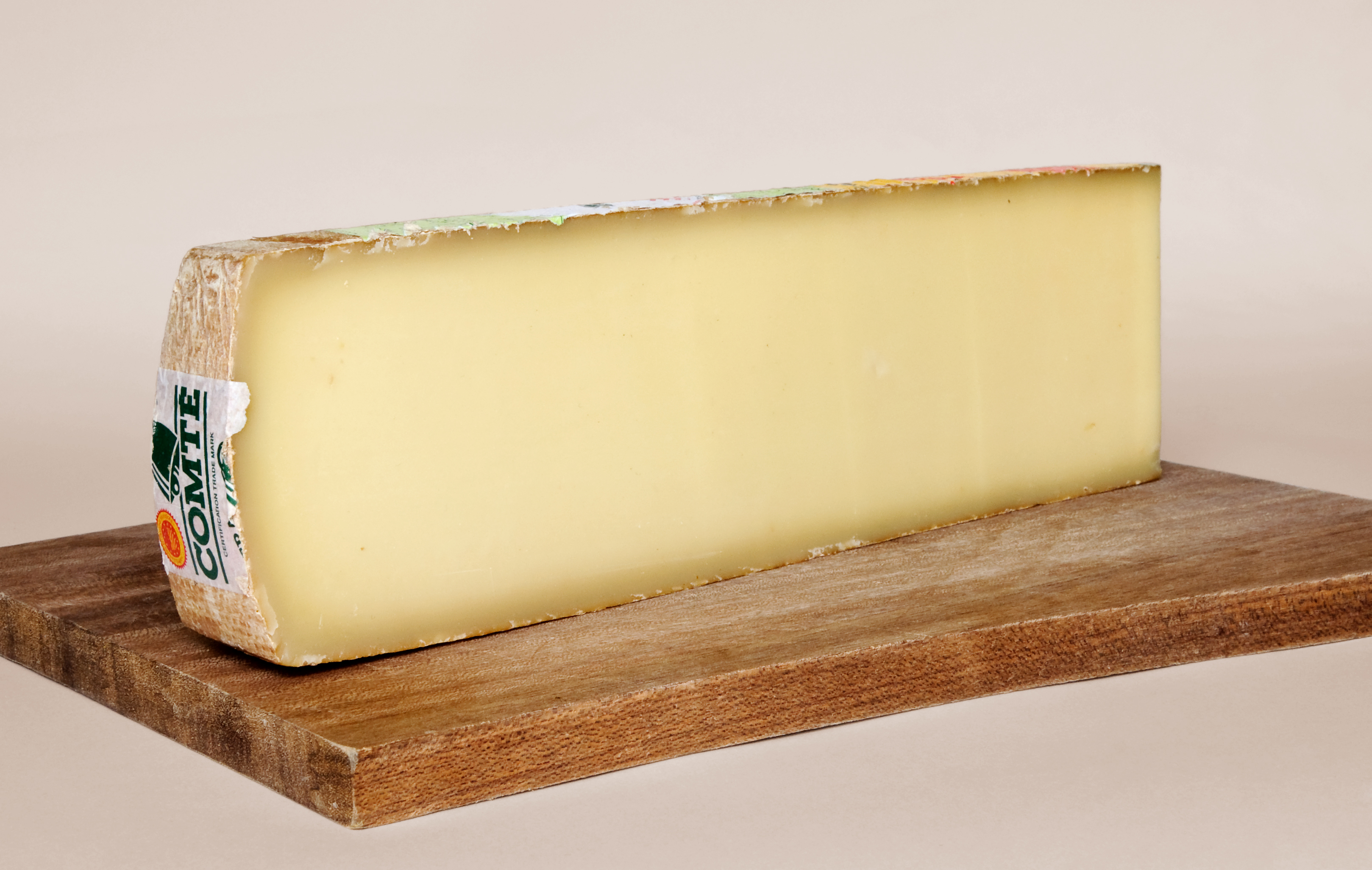
コンテ
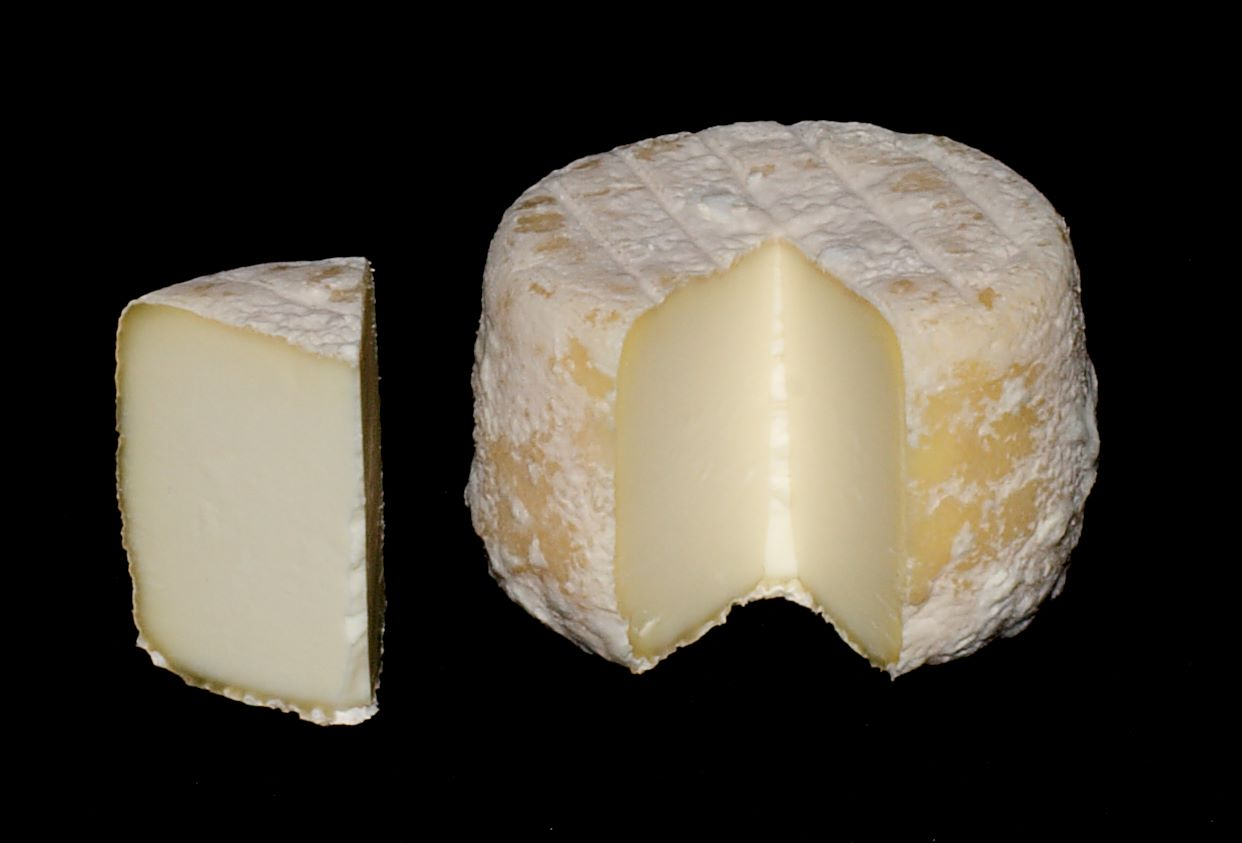
クロタン・ド・シャヴィニョル
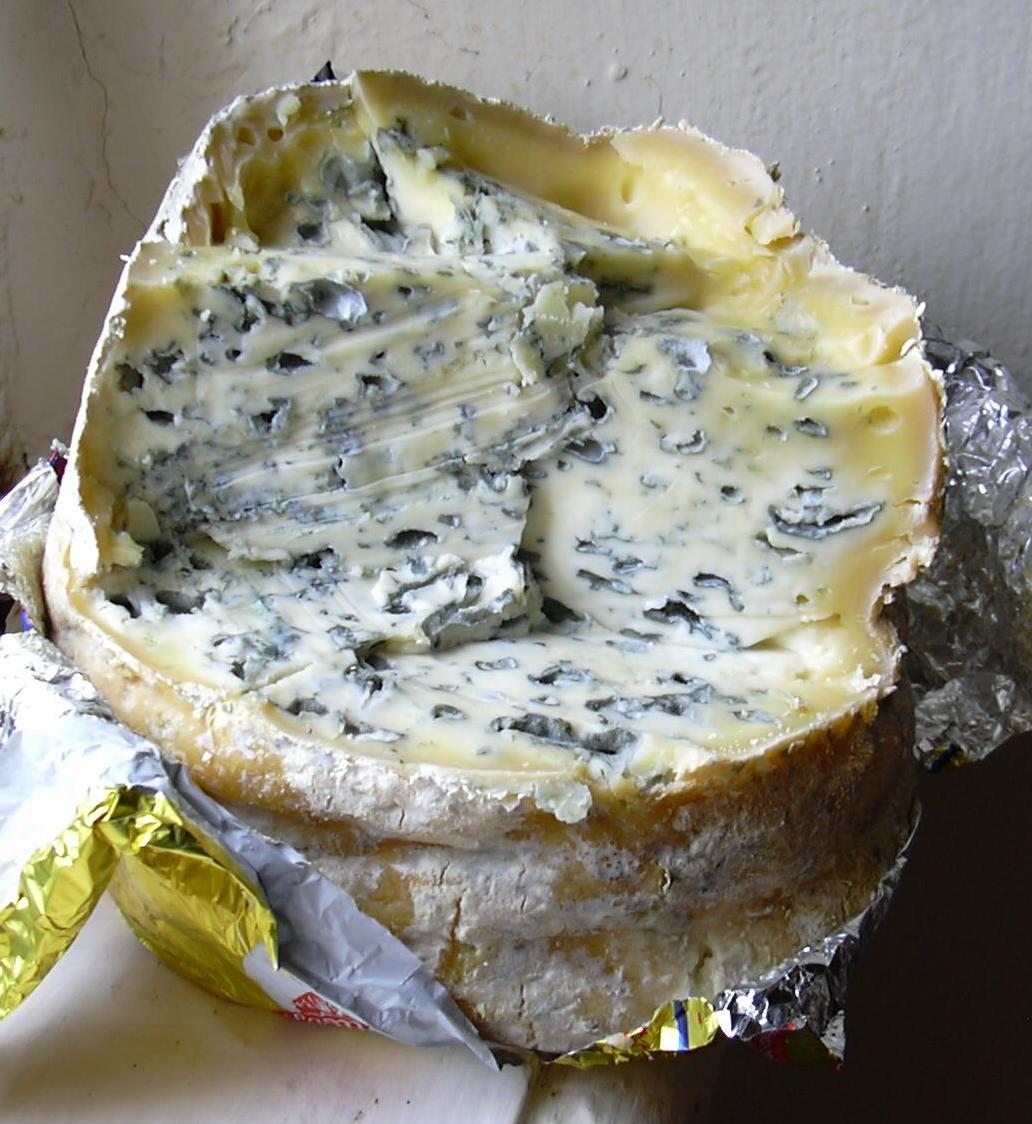
フルム・ダンベール
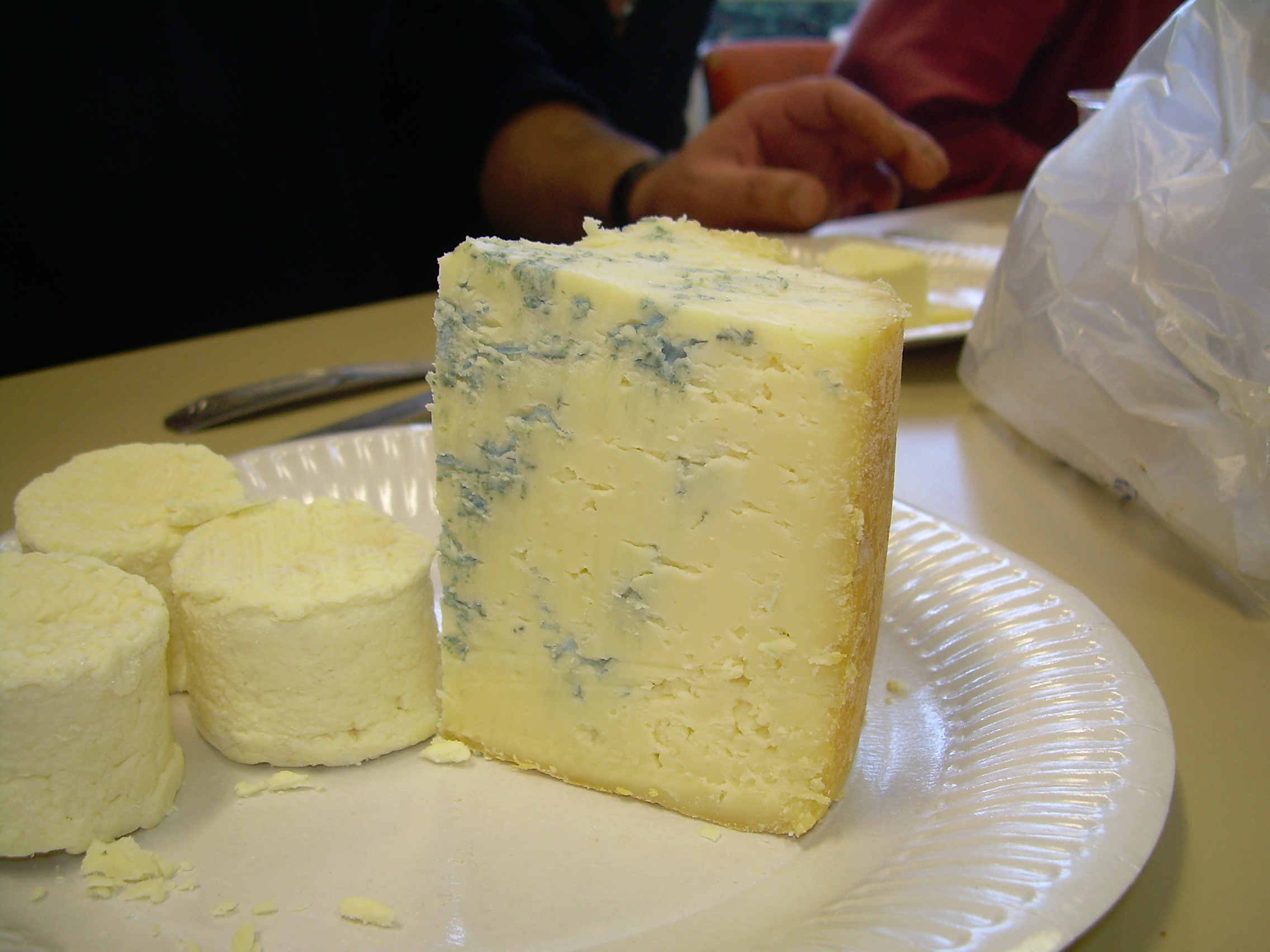
フルム・ド・モンブリゾン
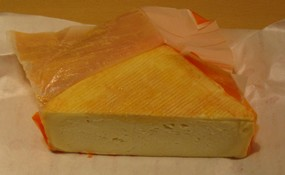
マロワル
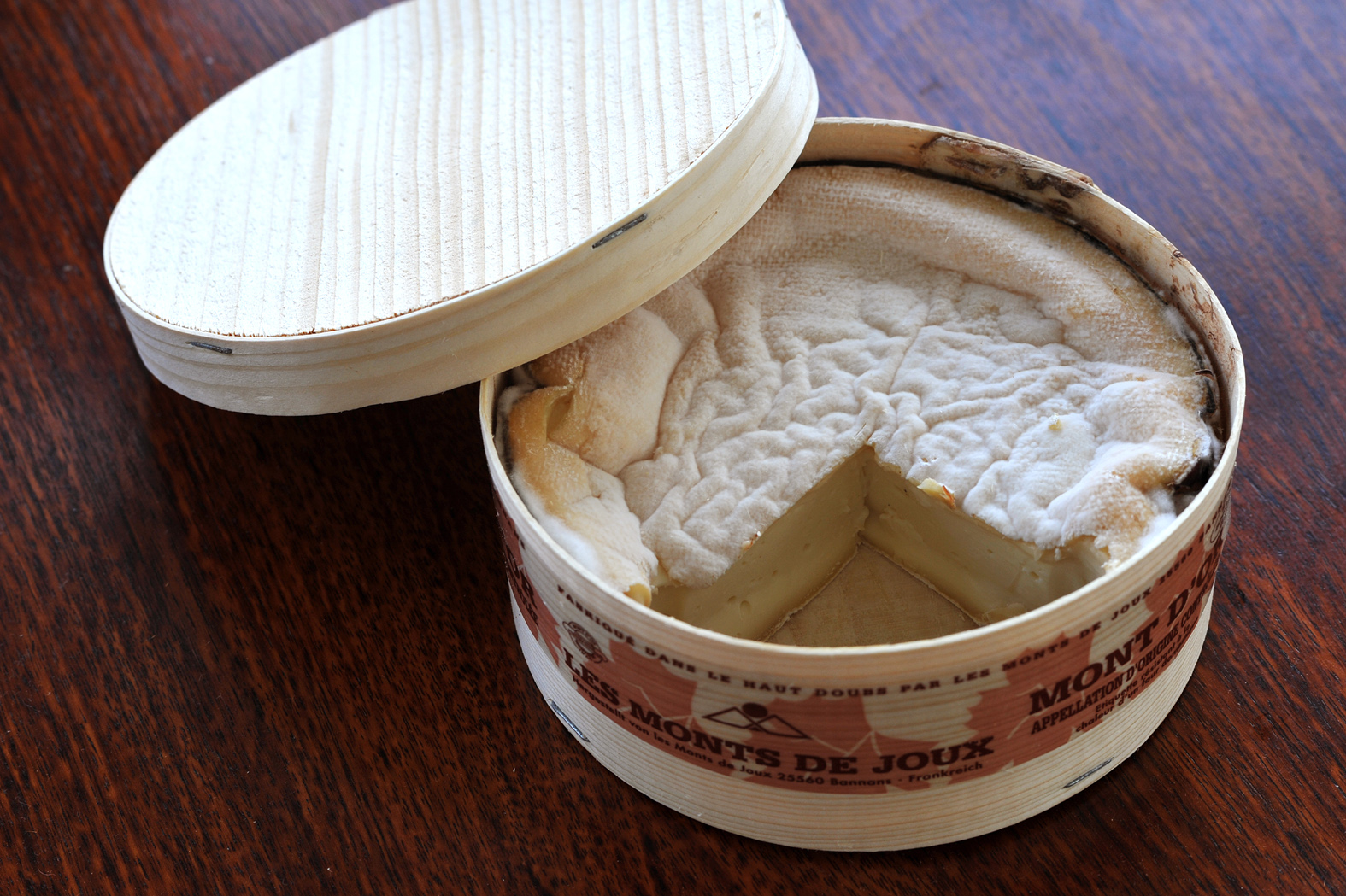
モン・ドール
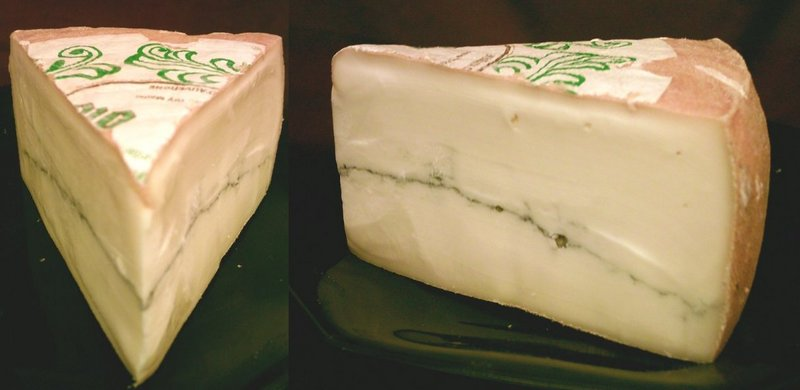
モルビエ
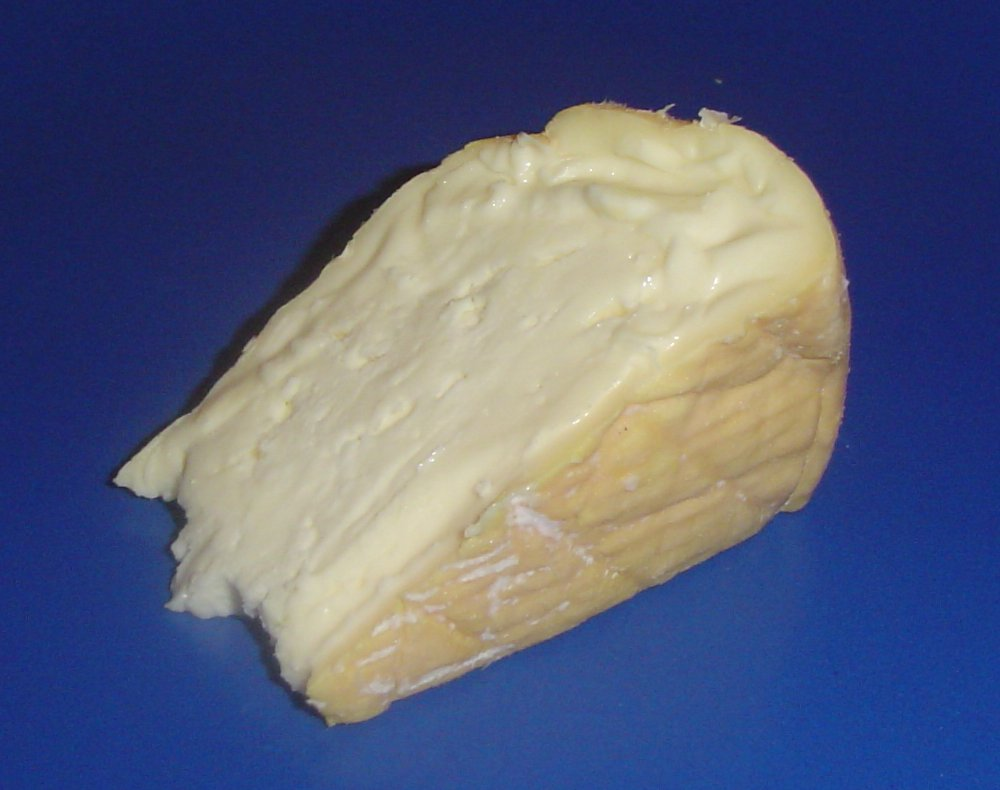
マンステール
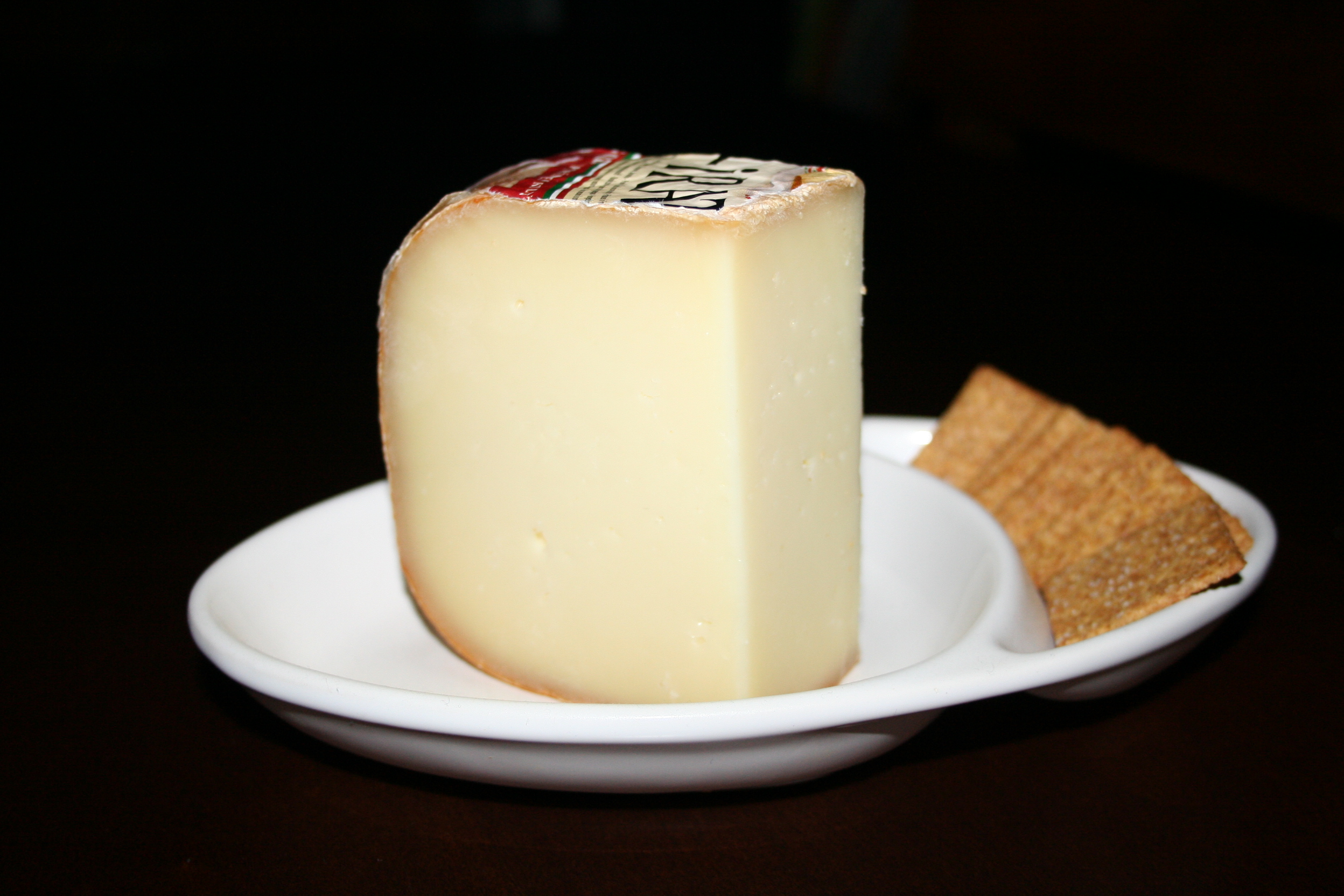
オッソー・イラティ
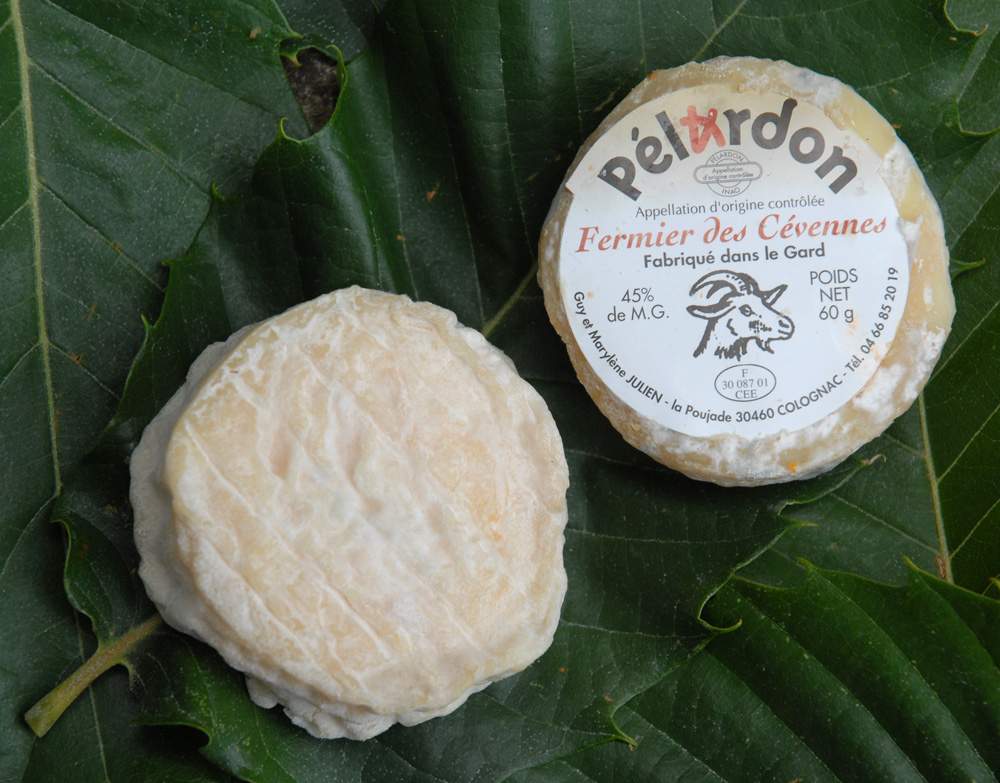
ペラルドン
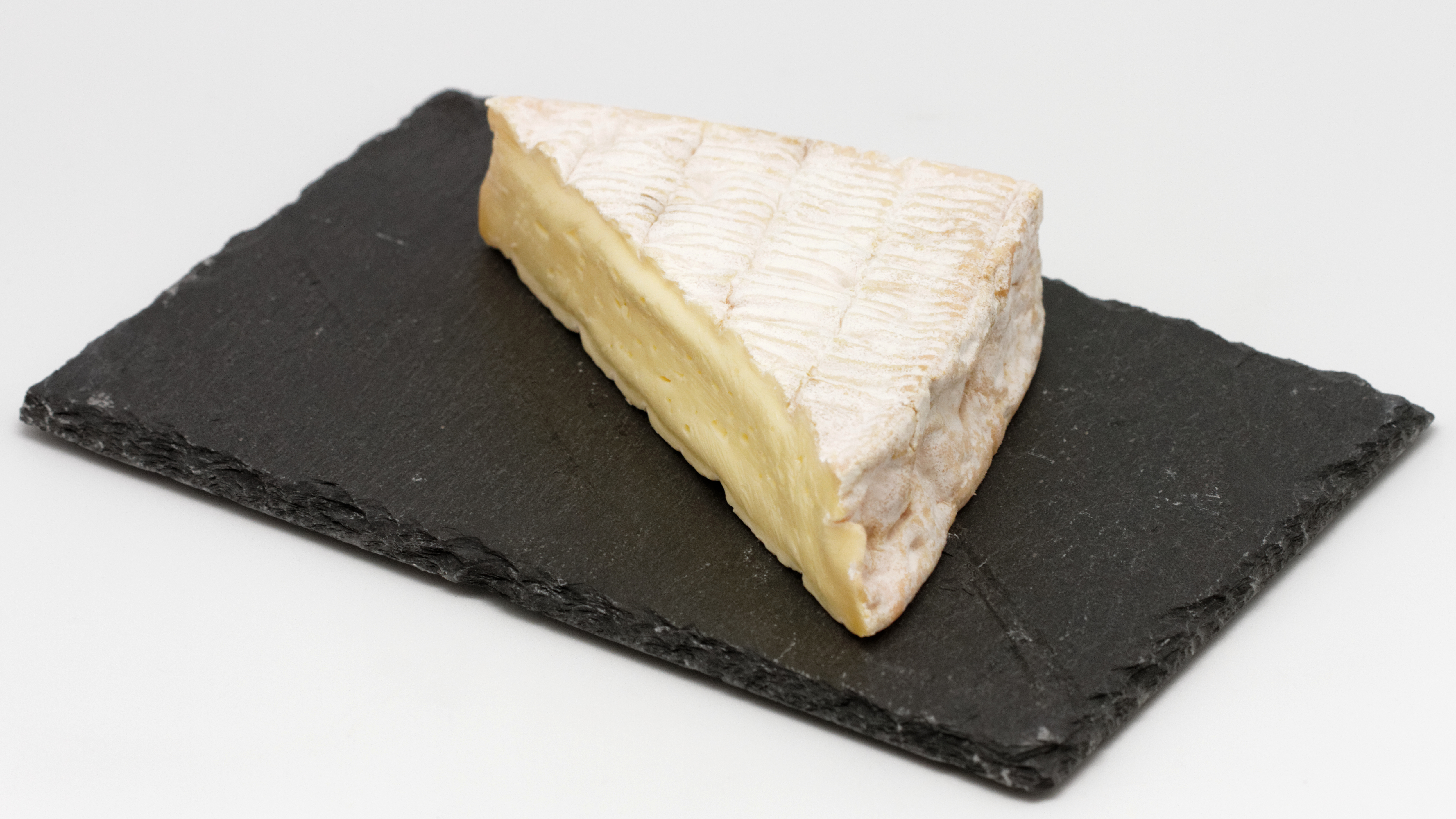
ポン・レヴェック
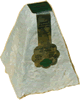
プーリニ＝サン＝ピエール
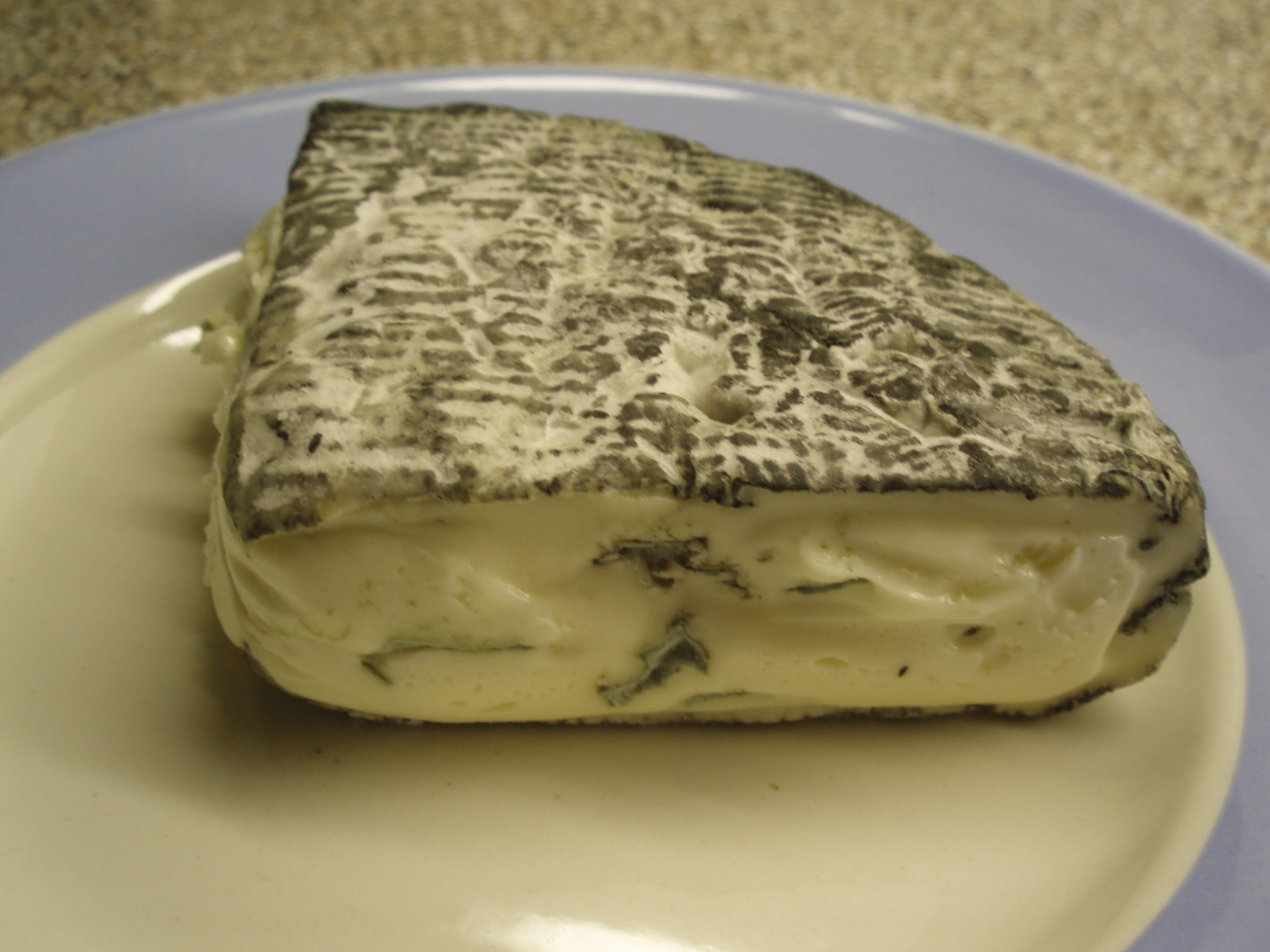
ルブロション
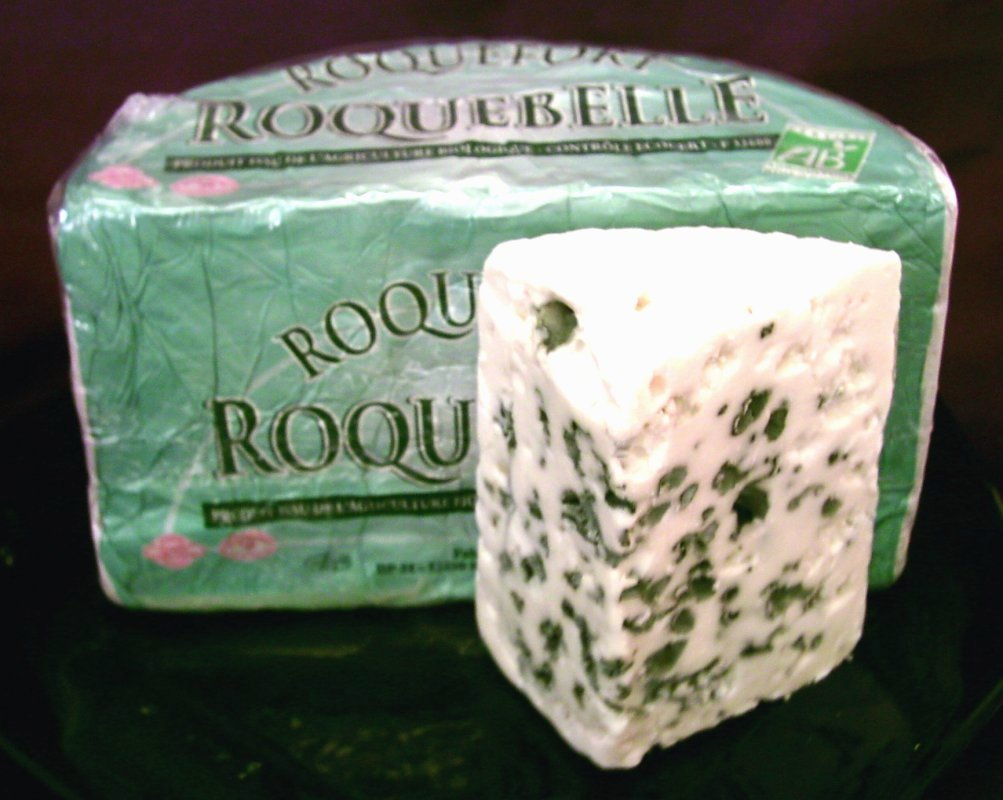
ロックフォール
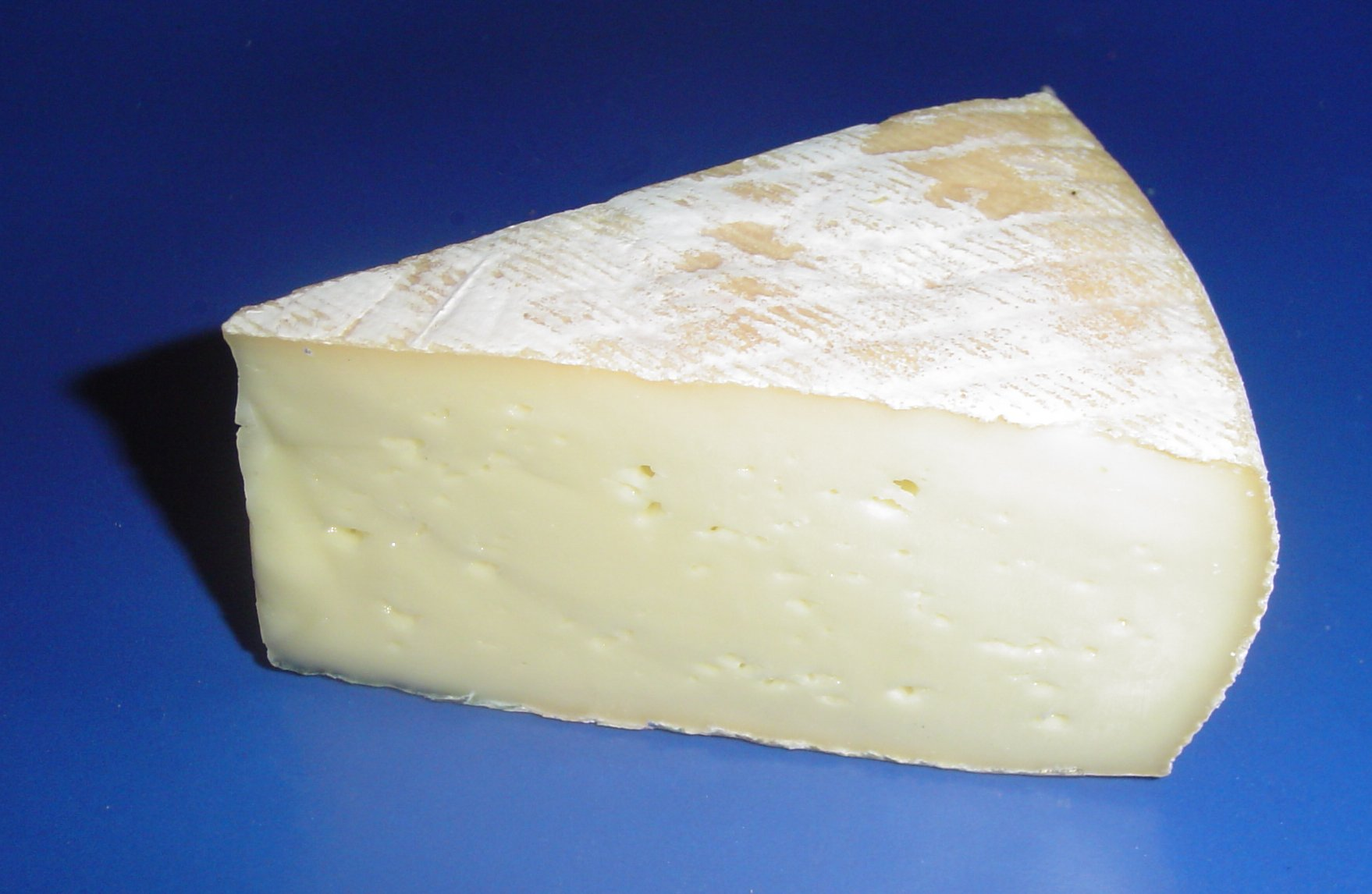
サン＝ネクテール
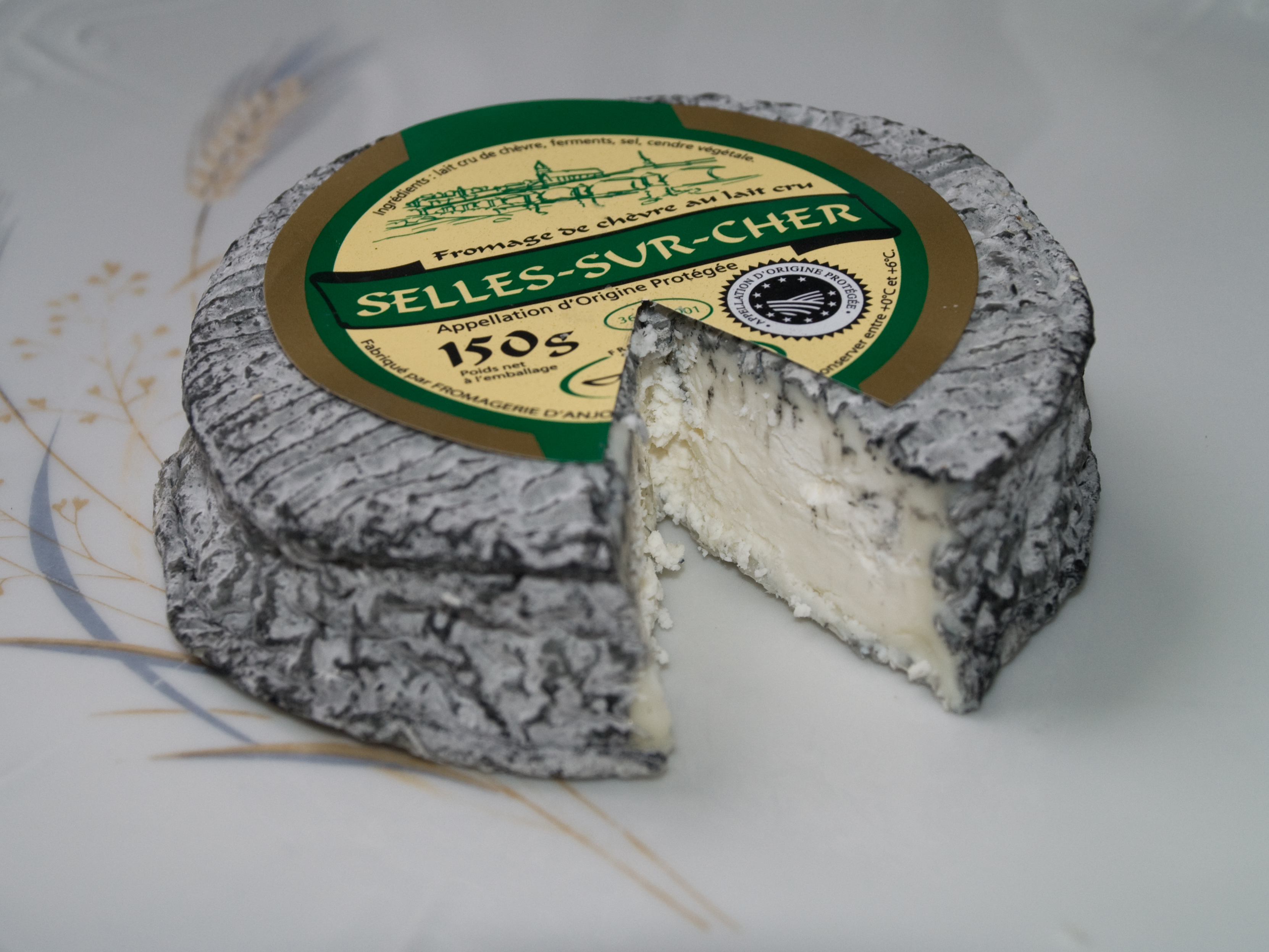
セル＝シュル＝シェール
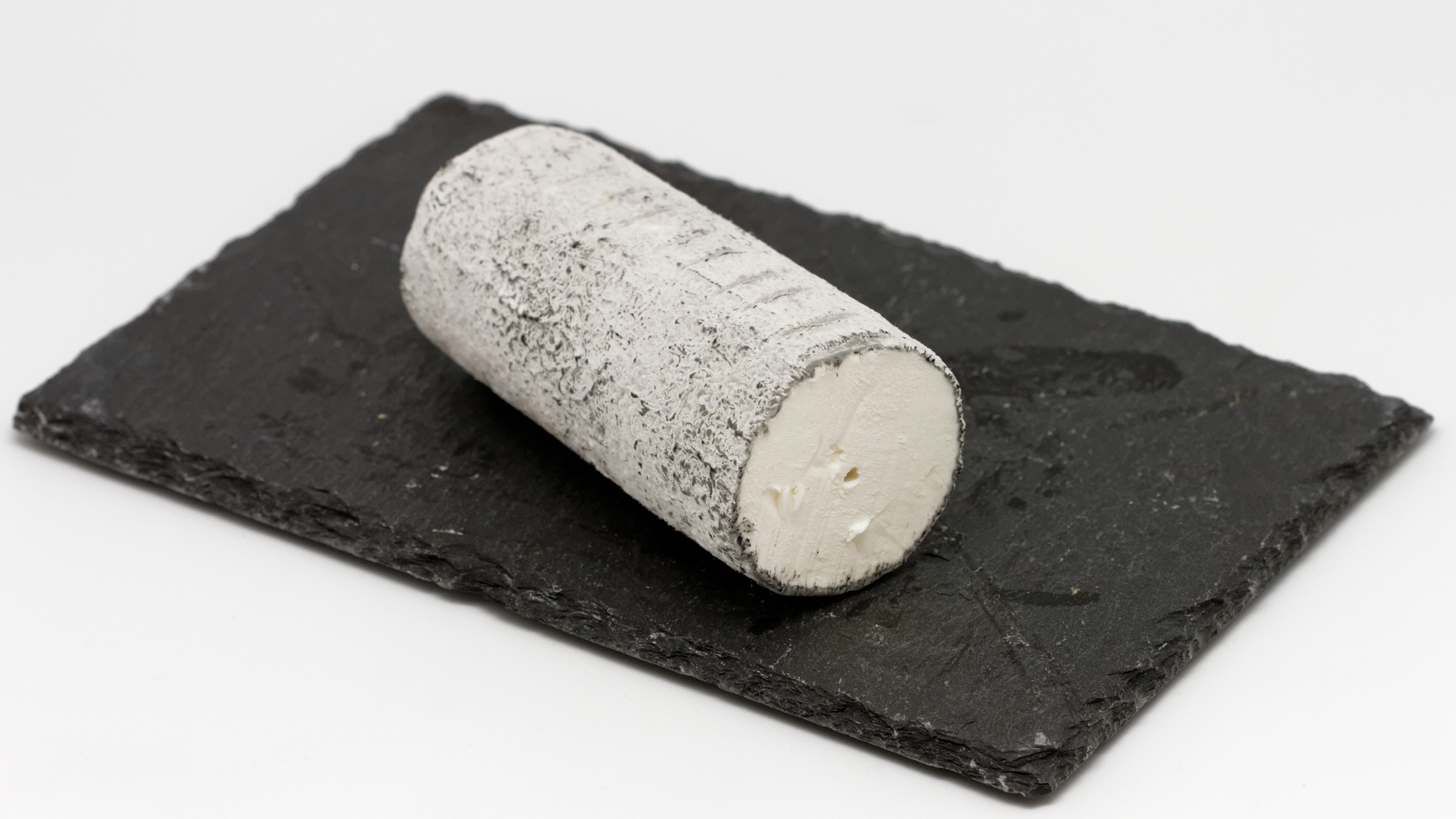
サント＝モール・ド・トゥーレーヌ（木炭粉を塗したタイプ）
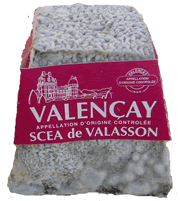
ヴァランセ